# Mistrovství světa v orientačním běhu 1978
7. Mistrovství světa v orientačním běhu proběhlo ve dnech 15. až 17. srpna 1978. Pořadatelskou zemí bylo Norsko. Hlavním dějištěm závodů tehdy bylo jihovýchodní město Buskerudské oblasti Kongsberg. V mužské kategorii startovalo 79 závodníků a v ženské 66 závodnic. Štafetových závodů se zúčastnilo 20 mužských čtyřčlenných a 17 ženských tříčlenných štafet z 20 zemí světa. Běželo se na mapě s názvem Bermingrud. Československo reprezentovali: Jaroslav Kačmarčík, Petr Uher, Zdeněk Lenhart, Ticháček Jiří, Keclíková Kateřina, Kuchařová Ada, Nováková Svatava a Anna Gavendová-Handzlová.

## Účastníci
Mistrovství se zúčastnili sportovci z 20 členských výprav Mezinárodní federace orientačního běhu, kteří se utkali o 4 medailové sady a celkem 27 medailí.
- Austrálie (4+5)
- Belgie (5+4)
- Bulharská lidová republika (4+3)
- Československo (4+4)
- Dánsko (4+4)
- Finsko (5+4)
- Francie (5+4)
- Irsko (4+4)
- Japonsko (4+0)
- Kanada (4+3)
- Maďarsko (4+4)
- Norsko (5+5)
- Nový Zéland (5+4)
- Polsko (6+0)
- Rakousko (4+0)
- Spojené království (6+4)
- Švédsko (5+5)
- Švýcarsko (4+4)
- USA (5+4)
- Západní Německo (5+4)

## Individuální závod
| Muži                                     | Muži                                     | Muži                                     | Muži                                     | Muži                                     | Ženy                                    | Ženy                                    | Ženy                                    | Ženy                                    | Ženy                                    |
| ---------------------------------------- | ---------------------------------------- | ---------------------------------------- | ---------------------------------------- | ---------------------------------------- | --------------------------------------- | --------------------------------------- | --------------------------------------- | --------------------------------------- | --------------------------------------- |
| - Traťové parametry: 15,7 km, 21 kontrol | - Traťové parametry: 15,7 km, 21 kontrol | - Traťové parametry: 15,7 km, 21 kontrol | - Traťové parametry: 15,7 km, 21 kontrol | - Traťové parametry: 15,7 km, 21 kontrol | - Traťové parametry: 8,6 km, 14 kontrol | - Traťové parametry: 8,6 km, 14 kontrol | - Traťové parametry: 8,6 km, 14 kontrol | - Traťové parametry: 8,6 km, 14 kontrol | - Traťové parametry: 8,6 km, 14 kontrol |
| Umístění                                 | Země                                     | Jméno                                    | Čas                                      | Ztráta                                   | Umístění                                | Země                                    | Jméno                                   | Čas                                     | Ztráta                                  |
|                                          | Norsko                                   | Egil Johansen                            | 1:31:44                                  |                                          |                                         | Norsko                                  | Anna Berit Eidová                       | 1:01:40                                 |                                         |
|                                          | Finsko                                   | Risto Nuuros                             | 1:32:52                                  | +1:08                                    |                                         | Finsko                                  | Liisa Veijalainenová                    | 1:01:42                                 | +0:02                                   |
|                                          | Finsko                                   | Simo Nurminen                            | 1:34:00                                  | +2:16                                    |                                         | Norsko                                  | Wenche Jacobsenová                      | 1:02:42                                 | +1:02                                   |
| 17.                                      | Československo                           | Jiří Ticháček                            | 1:45:38                                  | +13:54                                   | 16.                                     | Československo                          | Ada Kuchařová                           | 1:15:19                                 | +13:39                                  |
| 18.                                      | Československo                           | Petr Uher                                | 1:46:27                                  | +14:43                                   | 19.                                     | Československo                          | Svatava Nováková                        | 1:17:14                                 | +15:34                                  |
| 21.                                      | Československo                           | Zdeněk Lenhart                           | 1:47:32                                  | +15:48                                   | 28.                                     | Československo                          | Kateřina Kaclíková                      | 1:25:11                                 | +23:31                                  |
| 28.                                      | Československo                           | Jaroslav Kačmarčík                       | 1:52:21                                  | +20:37                                   | 41.                                     | Československo                          | Anna Gavendová-Handzlová                | 1:34:37                                 | +32:57                                  |

## Výsledky štafetového závodu
| Muži                                                                                       | Muži                                                                                       | Muži                                                                                       | Muži                                                                                       | Muži                                                                                       | Ženy                                                                  | Ženy                                                                  | Ženy                                                                  | Ženy                                                                  | Ženy                                                                  |
| ------------------------------------------------------------------------------------------ | ------------------------------------------------------------------------------------------ | ------------------------------------------------------------------------------------------ | ------------------------------------------------------------------------------------------ | ------------------------------------------------------------------------------------------ | --------------------------------------------------------------------- | --------------------------------------------------------------------- | --------------------------------------------------------------------- | --------------------------------------------------------------------- | --------------------------------------------------------------------- |
| - Traťové parametry: 1. úsek 10,0 km / 2. úsek 10,0 km / 3. úsek 10,0 km / 4. úsek 10,0 km | - Traťové parametry: 1. úsek 10,0 km / 2. úsek 10,0 km / 3. úsek 10,0 km / 4. úsek 10,0 km | - Traťové parametry: 1. úsek 10,0 km / 2. úsek 10,0 km / 3. úsek 10,0 km / 4. úsek 10,0 km | - Traťové parametry: 1. úsek 10,0 km / 2. úsek 10,0 km / 3. úsek 10,0 km / 4. úsek 10,0 km | - Traťové parametry: 1. úsek 10,0 km / 2. úsek 10,0 km / 3. úsek 10,0 km / 4. úsek 10,0 km | - Traťové parametry: 1. úsek 6,6 km / 2. úsek 6,6 km / 3. úsek 6,6 km | - Traťové parametry: 1. úsek 6,6 km / 2. úsek 6,6 km / 3. úsek 6,6 km | - Traťové parametry: 1. úsek 6,6 km / 2. úsek 6,6 km / 3. úsek 6,6 km | - Traťové parametry: 1. úsek 6,6 km / 2. úsek 6,6 km / 3. úsek 6,6 km | - Traťové parametry: 1. úsek 6,6 km / 2. úsek 6,6 km / 3. úsek 6,6 km |
| Umístění                                                                                   | Země                                                                                       | Jméno                                                                                      | Čas                                                                                        | Ztráta                                                                                     | Umístění                                                              | Země                                                                  | Jméno                                                                 | Čas                                                                   | Ztráta                                                                |
|                                                                                            | Norsko                                                                                     | Jan Fjærested Svein Jacobsen Egil Johansen Eystein Weltzien                                | 3:55:33                                                                                    |                                                                                            |                                                                       | Finsko                                                                | Outi Borgenströmová Marita Ruohová Liisa Veijalainenová               | 2:26:48                                                               |                                                                       |
|                                                                                            | Švédsko                                                                                    | Rolf Pettersson Lars Lönnkvist Kjell Lauri Olle Nabo                                       | 4:04:05                                                                                    | +8:32                                                                                      |                                                                       | Švédsko                                                               | Eva Mobergová Karin Rabeová Kristin Cullmanová                        | 2:26:52                                                               | +0:04                                                                 |
|                                                                                            | Finsko                                                                                     | Urho Kujala Jorma Karvonen Simo Nurminen Risto Nuuros                                      | 4:16:27                                                                                    | +20:54                                                                                     |                                                                       | Švýcarsko                                                             | Ruth Baumbergerová Ruth Humbelová Hanni Friesová                      | 2:38:43                                                               | +11:55                                                                |
| 5.                                                                                         | Československo                                                                             | Petr Uher Zdeněk Lenhart Jiří Ticháček Jaroslav Kačmarčík                                  | 4:29:31                                                                                    | +33:58                                                                                     | 5.                                                                    | Československo                                                        | Kateřina Keclíková Ada Kuchařová Svatava Nováková                     | 2:39:18                                                               | +12:30                                                                |

## Medailová klasifikace podle zemí
Úplná medailová tabulka:
| Umístění | Země      | Zlato | Stříbro | Bronz | Součet |
| -------- | --------- | ----- | ------- | ----- | ------ |
|          | Norsko    | 3     | 0       | 1     | 4      |
|          | Finsko    | 1     | 2       | 2     | 5      |
|          | Švédsko   | 0     | 2       | 0     | 2      |
| 4.       | Švýcarsko | 0     | 0       | 1     | 1      |